# 그린 부츠

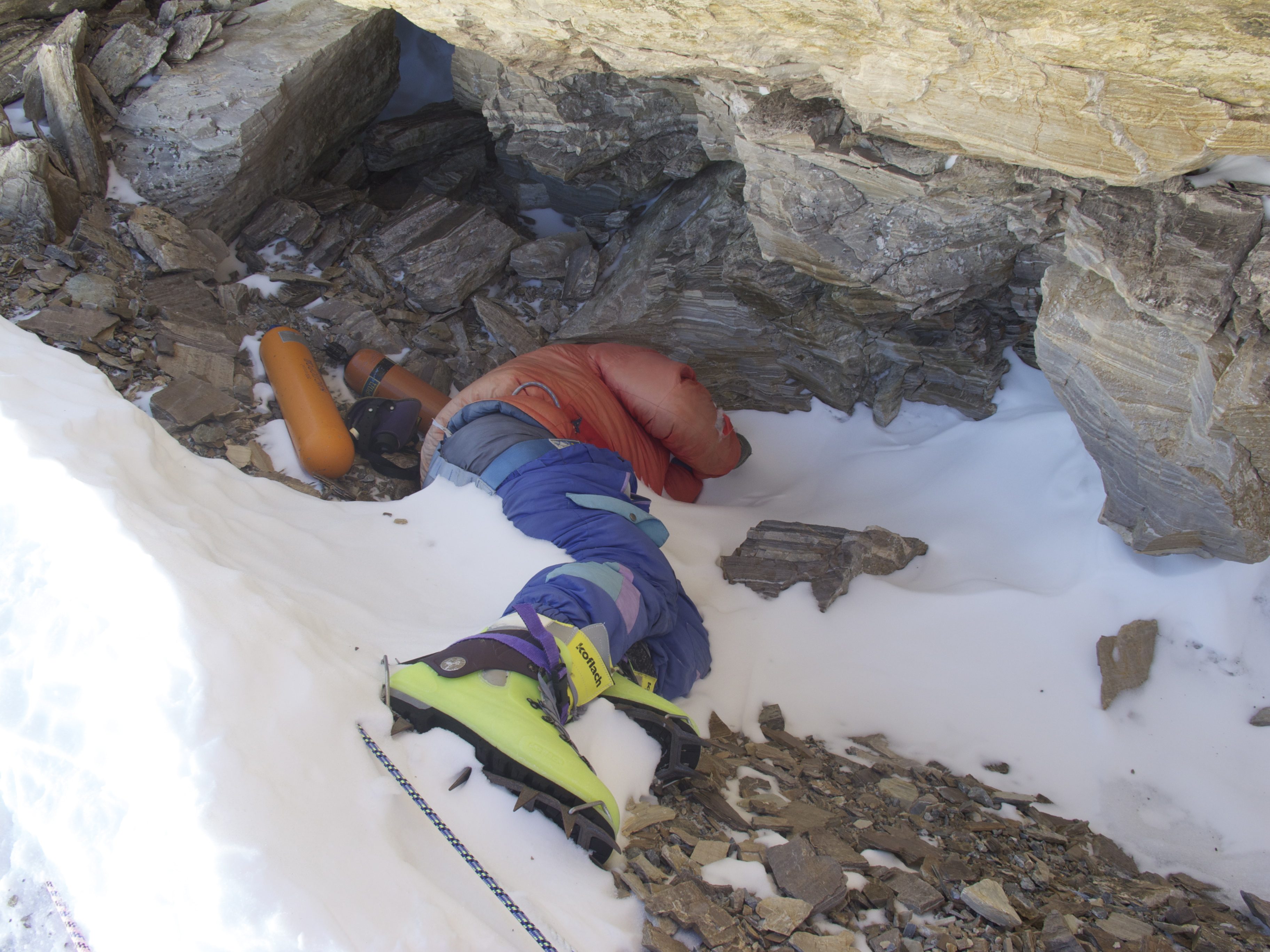
그린 부츠

그린 부츠(Green Boots)는 1996년 에베레스트 산 등반 도중 조난사한 시신을 가리키며, 연두색의 발목 장화를 신고 있어 이러한 별명이 붙었다. 동북쪽 사면 해발 8640m 위치에 있으며 랜드마크로 기능하기도 하였다.
그린 부츠는 인도의 산악인 체왕 팔료의 시신이라는 것이 일반적 인식이지만, 팔료의 동료로 같은 날 조난사한 도르예 모루프(en)라는 설과 2001년에 조난사한 신원 불명의 중국인이라는 설도 있다.
2006년에는 그린 부츠 옆의 작은 동굴(사진에서 그린 부츠의 왼쪽 위)에서 영국인 등반객 데이비드 샤프가 사망했다. 당시 다수의 등반객이 이곳을 지나갔으나 죽어가고 있는 샤프를 미처 보지 못하거나, 그린 부츠와 혼동하는 등으로 대부분이 인지하지 못하고 지나갔으며 인지한 경우에도 단순히 휴식 중인것이라 판단하고 특별한 조치 없이 지나간 경우가 많았다. 또 도움을 주려고 한 등반객들도 샤프를 구조하기 까지에는 이르지 못했다.
팔료의 동생인 신리 남걀(Thinley Namgyal)은 형이 그린 부츠라 불리는데 충격을 받았고, 나머지 유족들 특히 어머니가 이를 알지 못하고 지낼 것을 바란다고 밝혔다. 또 신리는 시신을 회수하려고 시도했으나 비용 등의 문제로 포기했다. 그러나 2014년, 그린 부츠로 불리던 시신은 사라진 것으로 확인되었으며, 어딘가에 옮겨졌거나 은닉된 것으로 추정된다.,

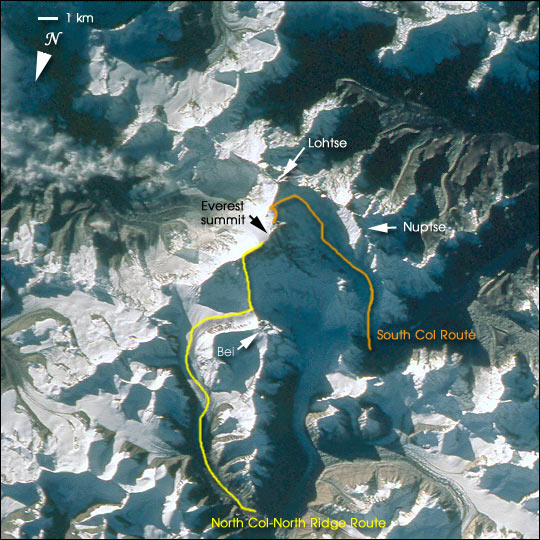
그린 부츠는 황색으로 표시된 경로의 해발 8640m에 있었다

## 같이 보기
- 에베레스트산에서 죽은 사람의 목록